# 哈斯納特·汗
哈斯納特·艾哈邁德·汗 FRCS（1958年4月1日—）是一名巴基斯坦裔英國籍心肺外科醫生。他曾在1995年至1997年間與威爾斯王妃戴安娜有過一段戀愛關係。

## 早年生活
哈斯納特出生於巴基斯坦旁遮普省北部城鎮傑赫勒姆的一個莫赫曼德普什圖人家庭。他的父親拉希德·汗畢業於倫敦政治經濟學院，並在巴基斯坦當地經營一家玻璃工廠；哈斯納特則是家中四名子女中的長兄。他和前任巴基斯坦總理伊姆蘭·汗亦屬遠方表兄弟關係。

## 職業生涯
哈斯納特在畢業後一直在澳洲悉尼工作，後於1991年轉到英國倫敦。他在1995年至1996年間在皇家布朗普頓醫院擔任醫師，其後則輾轉在倫敦胸科醫院、聖巴多羅買醫院和哈爾菲爾德醫院等處任職。2007年11月，他辭去倫敦的工作並前往馬來西亞領導一家心臟專科醫院。直到2013年8月，哈斯納特在巴休敦大學醫院擔任心胸肺外科顧問醫生。

## 個人生活

### 與戴安娜王妃的關係
哈斯納特在1995年至1997年的兩年間曾與離婚後的威爾斯王妃戴安娜有過一段戀愛關係，戴安娜更曾描述他為「美好先生（Mr Wonderful）」。1996年5月，戴安娜前去巴基斯坦拉合爾拜會汗家族。戴安娜的管家保羅·伯勒爾在2008年的一場研訊中作供，提及她曾將哈斯納特引為她的靈魂伴侶；但二人在1997年7月分手。
戴安娜的好友們曾將他描述為「她一生的摯愛」，並指出二人分手時女方感到十分悲傷；但哈斯納特則相對比較少講述兩人在對方人生中的意義。1997年9月，哈斯納特出席了戴安娜在西敏寺舉行的葬禮。
他在2004年向英國警方表示對戴安娜在逝世時是否懷孕保持懷疑，因為她一直都有持續服用避孕藥。2008年3月，哈斯納特在向法官斯科特·貝克的書面供詞中提及，二人的關係始於1995年夏末；二人曾談及過結婚，但他相信自己會認為戴安娜所帶來的媒體關注會是「地獄」。他也表示相信戴安娜所遇到的車禍是一場悲慘的意外。

### 婚姻
2006年5月，哈斯納特與時齡二十八歲（即比其年輕十八歲）的阿富汗王室後裔哈迪亞·謝爾·阿里結婚。二人在2008年7月向伊斯蘭瑪巴德的婚姻仲裁委员会申請離婚。哈斯納特其後與紹米·蘇海爾再婚至今。

## 影視形象
哈斯納特與戴安娜之間的關係在2013年電影《黛安娜》中被搬上大熒幕。電影由奧利弗·希施比格執導，改編自凱特·斯雷爾在2001年出版的書籍《黛安娜：王妃最後的愛人》；由印度裔演員納文·安德魯斯飾演哈斯納特，戴安娜一角則由娜歐蜜·華茲飾演。哈斯納特本人對電影評價為「完全錯誤」。
哈斯納特在Netflix電視劇《王冠》第五季中由巴基斯坦男演員胡馬雲·賽義德飾演。